# نصب البنتاغون التذكاري
نصب البنتاغون التذكاري
النصب التذكاري في البنتاغون، ويقع في جزء الجنوب الغربي من وزارة الدفاع الأمريكية في مقاطعة أرلينغتون بولاية فيرجينيا، هو نصب تذكاري في الهواء الطلق الدائم يخلد ذكرى 184 شخصا قضوا نحبهم في هجوم على مبنى البنتاغون وركاب الخطوط الجوية الأمريكية الرحلة 77 خلال هجمات 11 سبتمبر.
صممه كل من المهندسين جولي بيكمان وكيث كاسمان من شركة الهندسة المعمارية من كاسمان بيكمان الإستراتيجيات المتقدمة مع المهندسين بورو هابولد،  فتح النصب التذكاري في 11 أيلول 2008، بعد سبع سنوات من الهجوم.

## ماقبل النصب

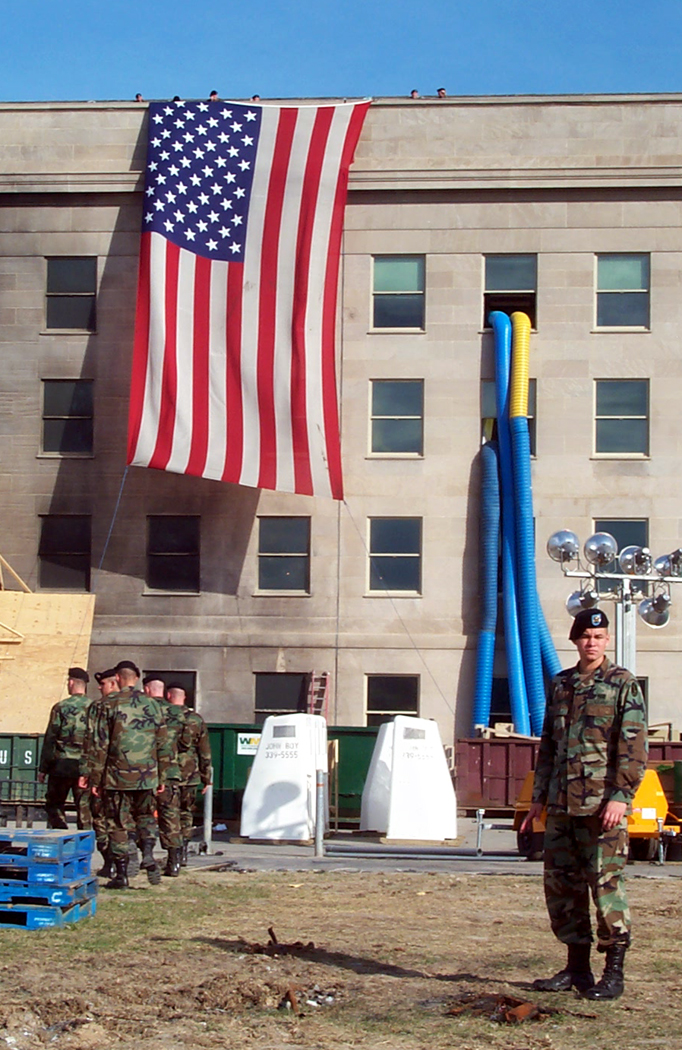
التحية العسكرية و إسدال العلم

في أعقاب هجمات 11/9، تم إنشاء نصب تذكاري مرتجل على تلة في الملحق مشاة البحرية، ويطل على وزارة الدفاع الأمريكية. جاء الناس لتقديم العزاء وتحية مكان. بعد شهر واحد من الهجمات، وقد حضر أكثر من 25000 شخص حفل تأبين في وزارة الدفاع من الموظفين وأفراد أسر الضحايا؛ وكان من بين المتحدثين الرئيس جورج دبليو بوش ووزير الدفاع دونالد رامسفيلد. قال بوش "لن ينسى هذا المبنى الجرح، ولكن سيتم إصلاحه. لبنة لبنة، وسنعيد البناء سريعا في وزارة الدفاع الأمريكية."" العلم الأمريكي التي كانت معلقة على وزارة الدفاع الأمريكية، بالقرب من قسم التالفة، تم تخفيض أثناء الخدمة.

## ضحايا الهجوم في النصب التذكاري للبنتاغون
في 12 أيلول 2002، بعد يوم من الذكرى السنوية الأولى للهجمات، وزير الدفاع دونالد رامسفيلد والجنرال ريتشارد مايرز، رئيس هيئة الأركان المشتركة، انهم سيخصصون النصب التذكاري لضحايا الهجوم في مقبرة أرلينغتون الوطنية. والبنتاغون l حجر الجرانيت بطول (1.4 متر)،  ويخلد النصب تذكاري لخمسة أشخاص الذين لم يتم العثور على بقايا التعرف عليها. ودفن جزء من رفات 25 ضحية أخرى في الموقع. حول الجزء العلوي هو منصوص «ضحايا الهجوم الإرهابي على وزارة الدفاع 11 سبتمبر 2001». لوحات الألومنيوم، مطلية باللون الأسود، ومنقوش عليها أسماء الضحايا 184. .

## أبطال أميركا التذكارية
ويشمل النصب التذكاري كتاب والصور، والسيرة الذاتية للضحايا. ويشمل أيضا خمسة لوحات كبيرة مطلية بالاكريليك الأسود. ويوجد على الميدالية القلب الأرجواني منحت لأفراد الجيش الذين قتلوا في الهجمات، وآخر يظهر في الميدالية الممنوحة للمدنيين، وحفرت اثنين من لوحات الجدارية من الخلف مع أسماء الضحايا، ويظهر لوحة في المركز مكتوب فيها البيانات.كما توجد كنيسة صغيرة تقع في غرفة مجاورة، ملطخ زجاجها مع تصاميم شعارات وطنية.

## التصميم والبناء

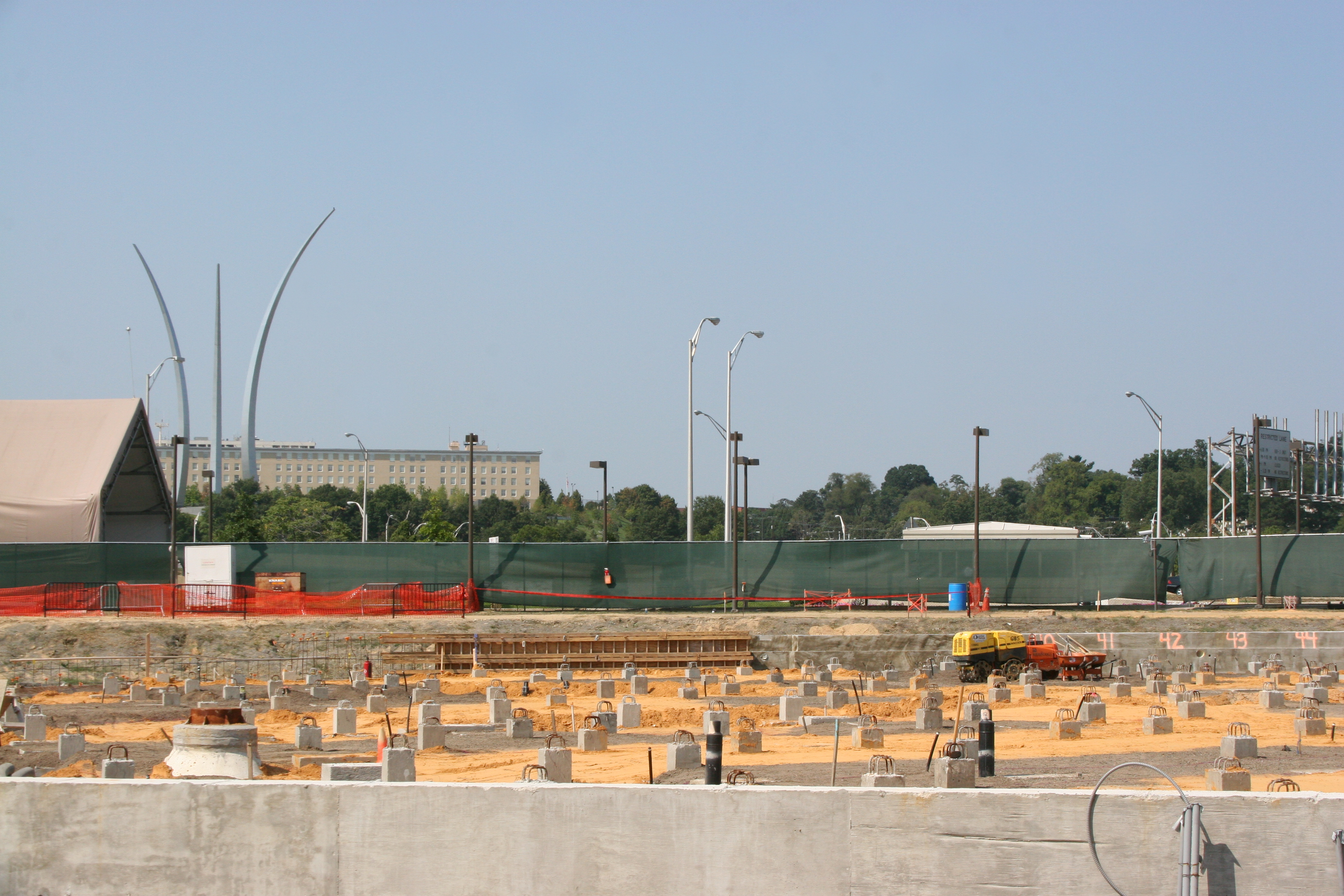
بناء البنتاغون النصب التذكاري في الساحة الخارجية، اعتبارا من سبتمبر 2007

شيد النصب التذكاري في البنتاغون الذي صممه بيكمان وكاسمان في فيلادلفيا، بنسلفانيا، بدعم من شركة بورو هابولد، الذي تم اختياره بعد مسابقة التصميم. لتكريم الضحايا 184، وقد رتبت 184 اسما وفقا لأعمارهم، بدءا (دانا فالكنبرج)ذات 3 سنوات، إلى (جون يامنكي) الأب (71 عاما) شيد النصب في المناظر الطبيعية على مساحة 1.93 فدان (7800 متر مربع). نقش فيه كل أسماء الضحايا. جدار على طول حافة النصب التذكاري يبدأ على ارتفاع 3 بوصات ويرتفع إلى ارتفاع 71 بوصة، الذين تتراوح أعمارهم من أصغر وأقدم ضحية للهجوم، وحوالي تزرع أشجار القيقب 85 paperbark على أساس تذكارية.
اعتبارا من مايو 2007، انقت أكثر من 13.8 مليون $ لبناء النصب التذكاري. وتشمل  هبات 250,000 $ من الغابات الأمريكية نحو زراعة الأشجار على النصب التذكاري،  و1000000 $ من حكومة تايوان.
بدأ البناء في 15 يونيو، 2006. وبحلول نوفمبر 2006، قد تم الانتهاء من تغيير مسار خطوط الخدمات الموجودة حاليا، وخطوط المياه وضع شكلا للنافورة. وبحلول مايو 2007، الأساس للمحيط تم بناء الجدار وسكب دعائم ملموسة لكل مقعد.

## مراسم التأبين

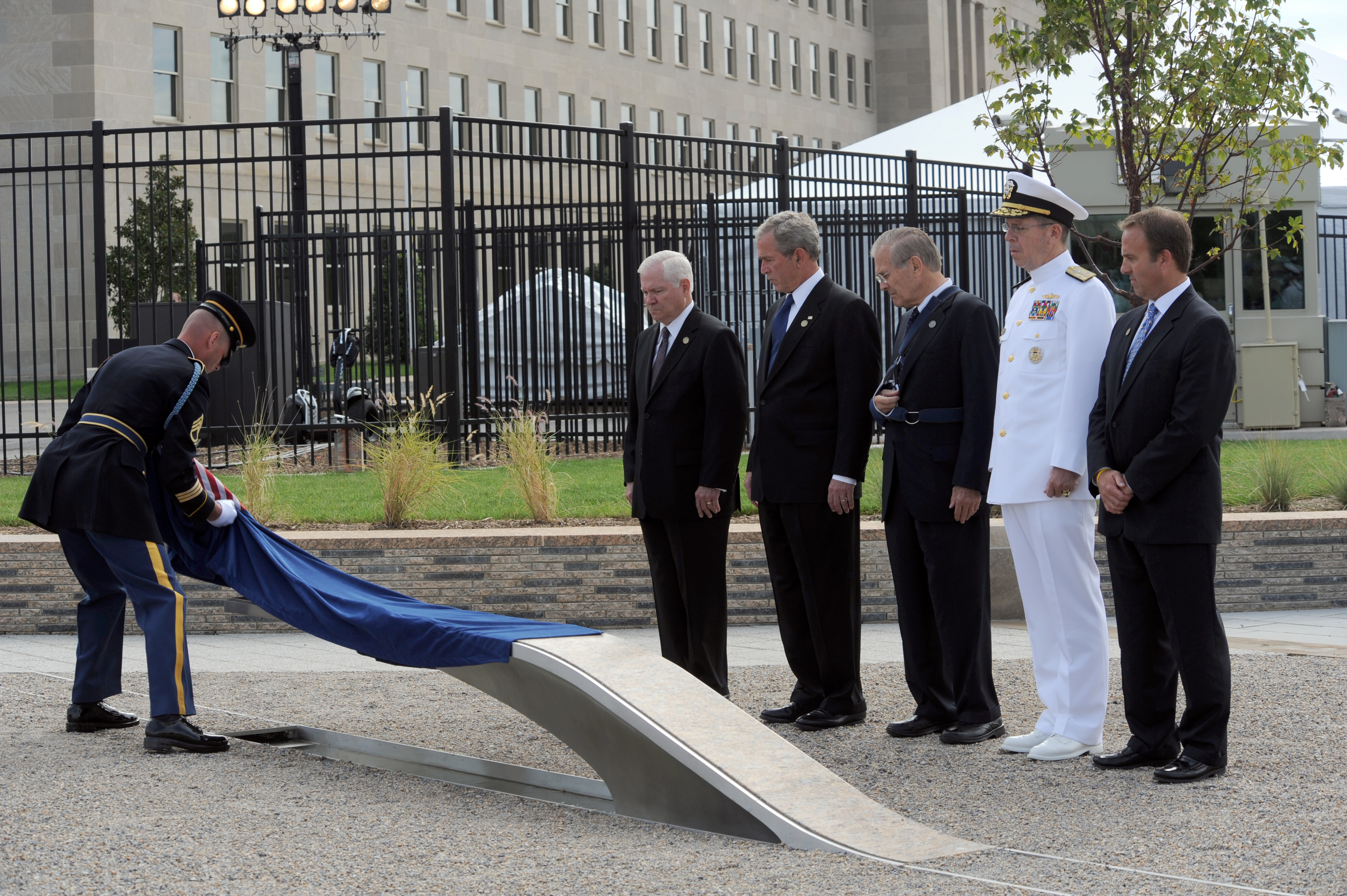
الكشف أول نصب تذكاري في 11 سبتمبر 2008

افتتح أمام الجمهور في 11 سبتمبر 2008. <المرجع> . دعا الرئيس الأمريكي جورج بوش النصب التذكاري «الجزية الأبدية لأرواح 184 الذين لقوا حتفهم.» حضر أكثر من 20,000 شخص في حفل التأبين، بما في ذلك وزير الدفاع السابق دونالد رامسفيلد، رئيس هيئة الأركان المشتركة مايكل مولن، ووزير الدفاع روبرت غيتس. وافتتح للجمهور في الساعة 07:00 صباحا في حفل موسيقى من قبل فرقة البحرية وجوقة منشدي البحرية. 

## عمليات

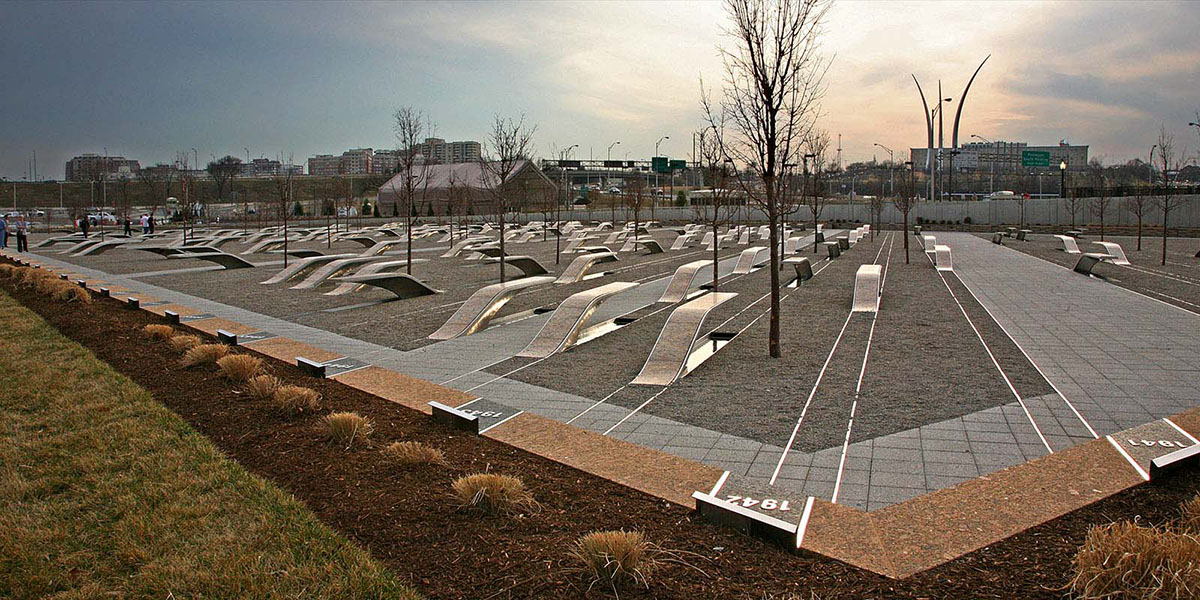
المنظر البانورامي لنصب البنتاغون التذكاري

النصب التذكاري مفتوحة سبعة أيام في الأسبوع، على مدار السنة. بل المكان الوحيد في البنتاغون حيث يسمح بالتصوير الفوتوغرافي.
اعتبارا من أغسطس 2011، وصل عددزوارالنصب التذكاري بمتوسط سنوي قدره 225,000 إلى 250,000 زائر.

### حداث الذكرى
لإحياء الذكرى في كل عام، يخفض العلم الأميركي على قسم من وزارة الدفاع الأمريكية التي ضربتها الطائرة رقم77. وفي الليل، يضيء هذا الجزء من المبنى بالأضواء الزرقاء.
تقام الصلوات الذكرى بمناسبة ذكرى 9/11 في وزارة الدفاع، مع وقف العمل في قاعة واحدة في البنتاغون للموظفين. وعقد مجلس تابيني أصغر في موقع النصب التذكاري لعائلة وأصدقاء الضحايا الذين قتلوا في البنتاغون في 9/11.

## صالات عرض

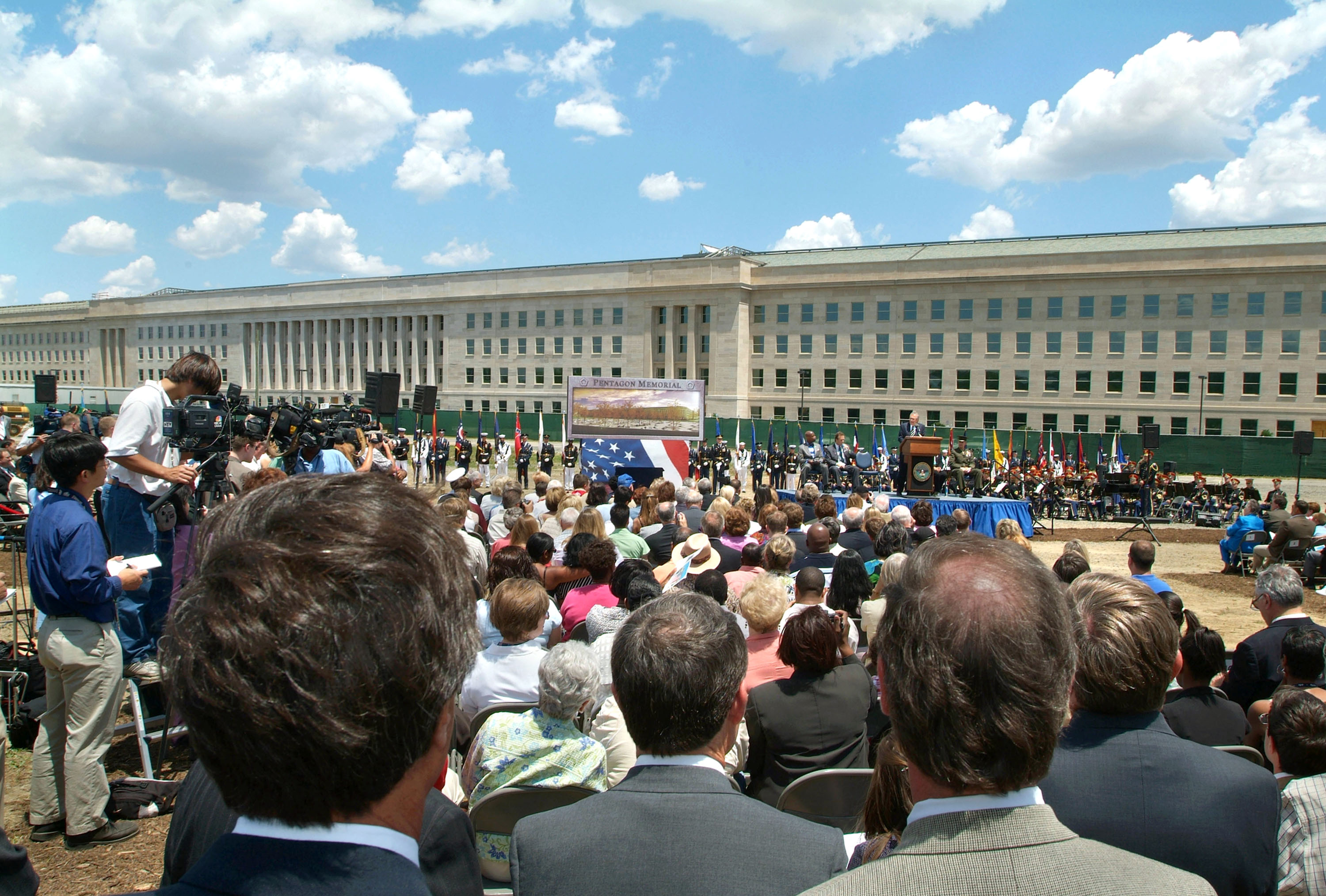
مراسم التأبين بمناسبة بدء بناء على النصب التذكاري البنتاغون
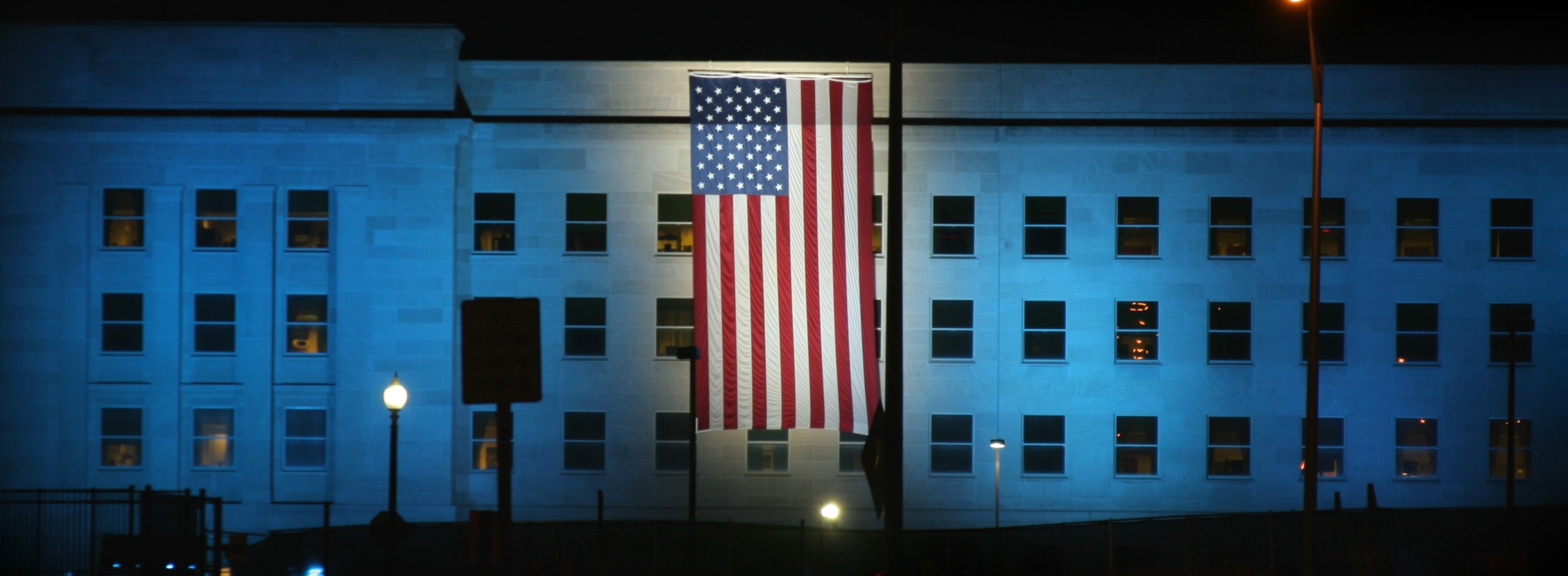
إضاءة مبنى البنتاغون في الذكرة السادسة للهجمات
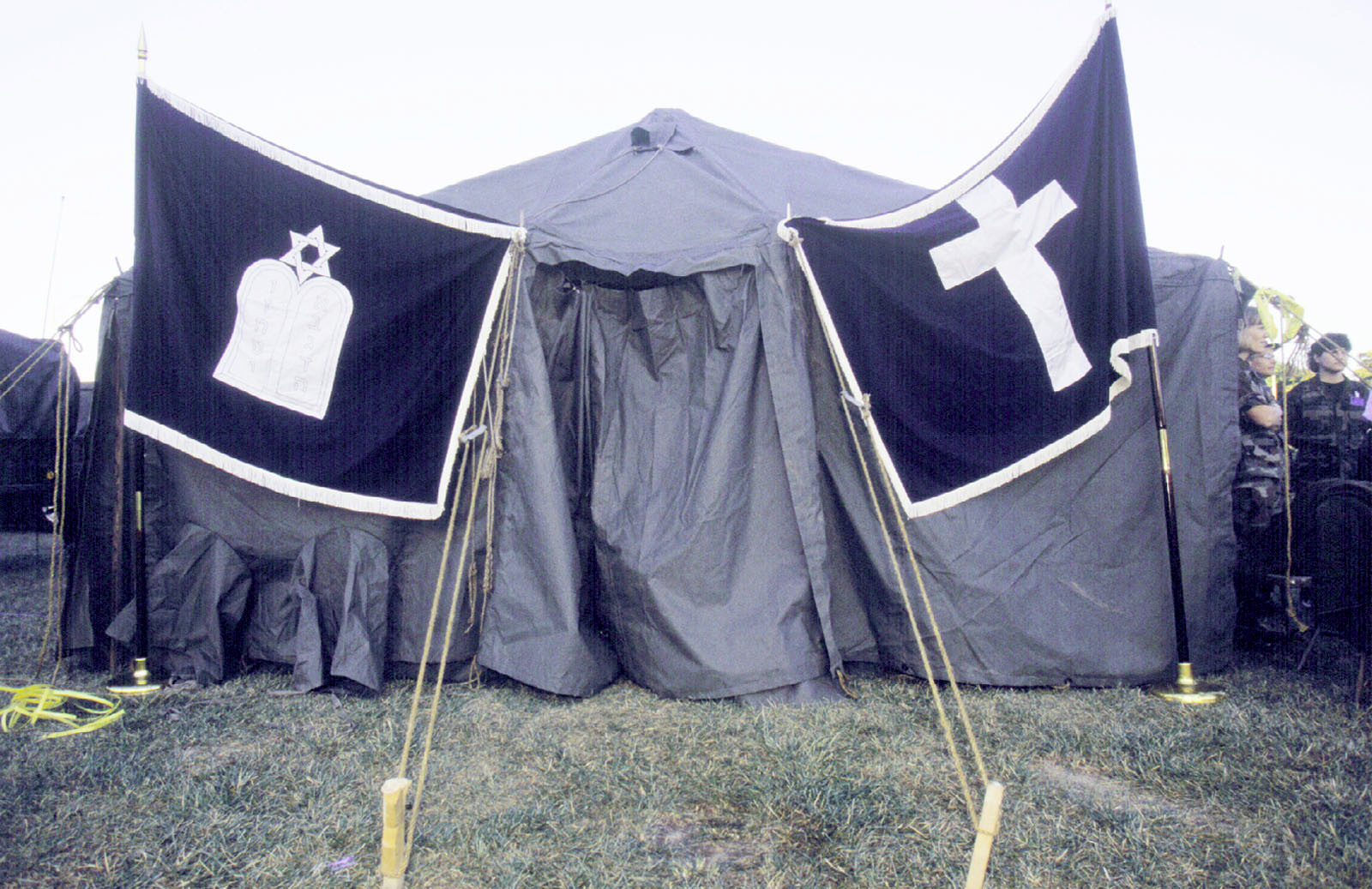
الكنيسة المؤقتة التي تم إنشاؤها داخل البنتاغون بعد يوم واحد من الهجوم
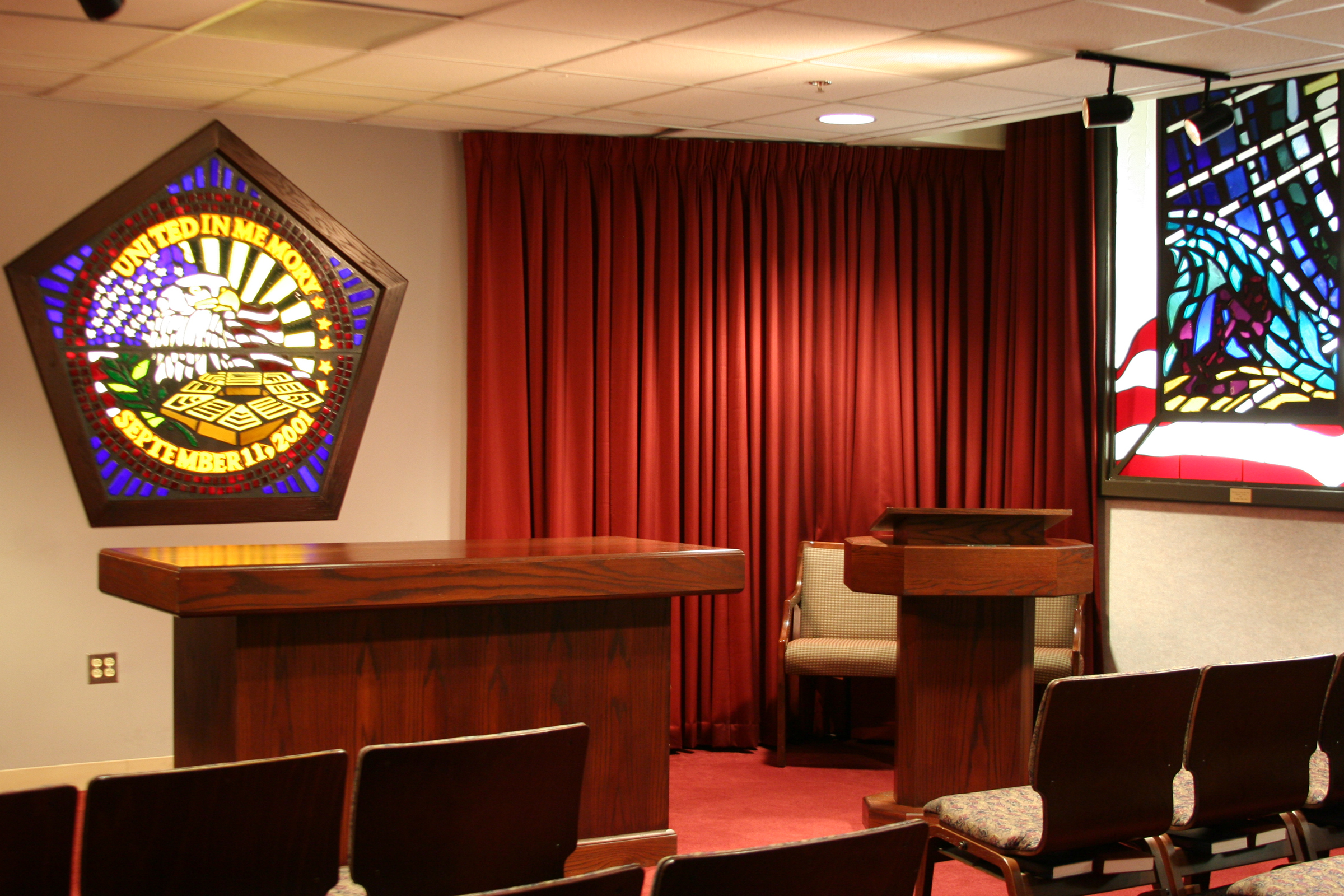
كنيسة البنتاغون، التي أنشئت داخل المبنى كجزء من إعادة الإعمار في أعقاب هجوم
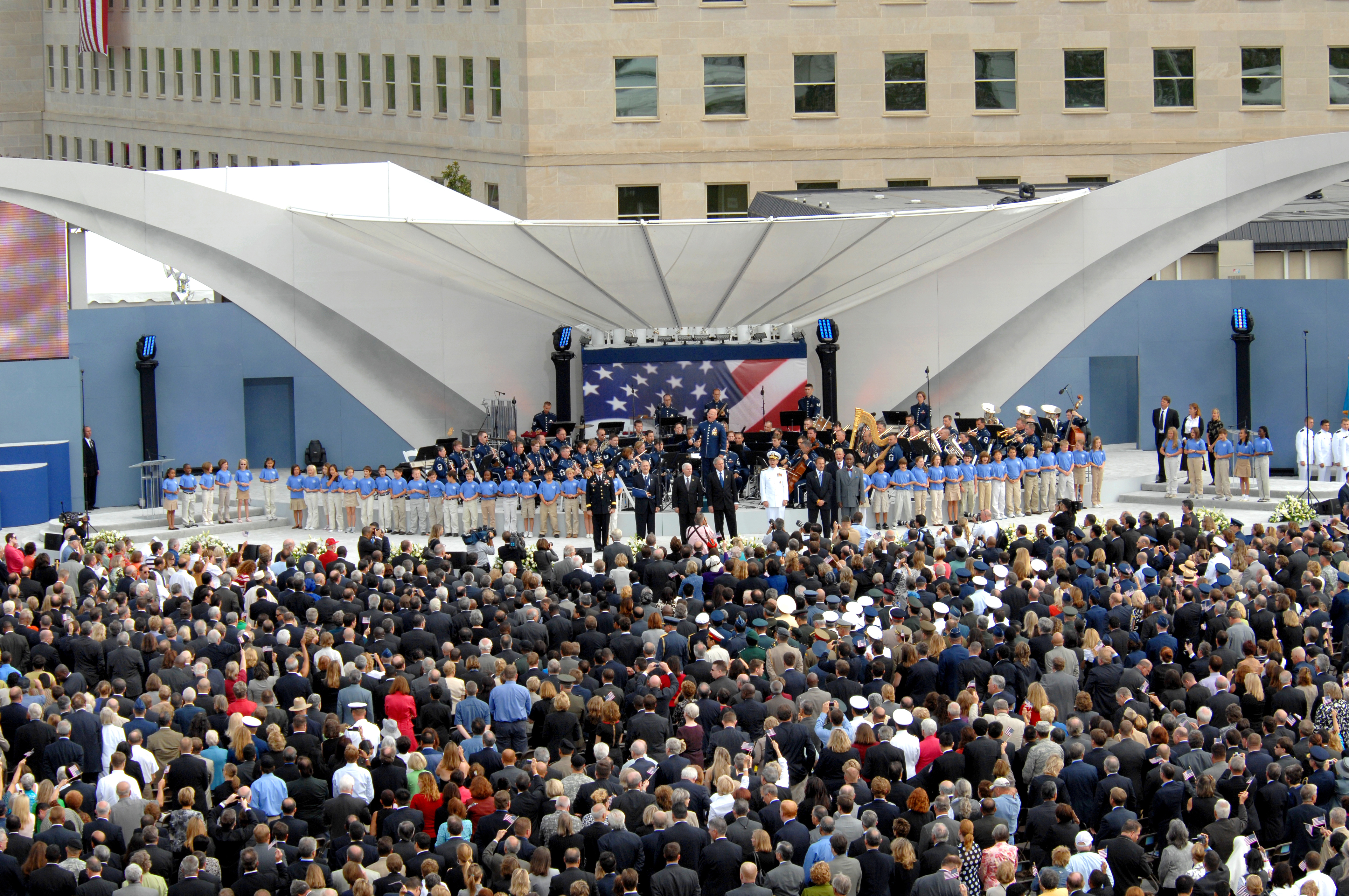
الحشدالغفير في حفل التأبين في 11 سبتمبر 2008

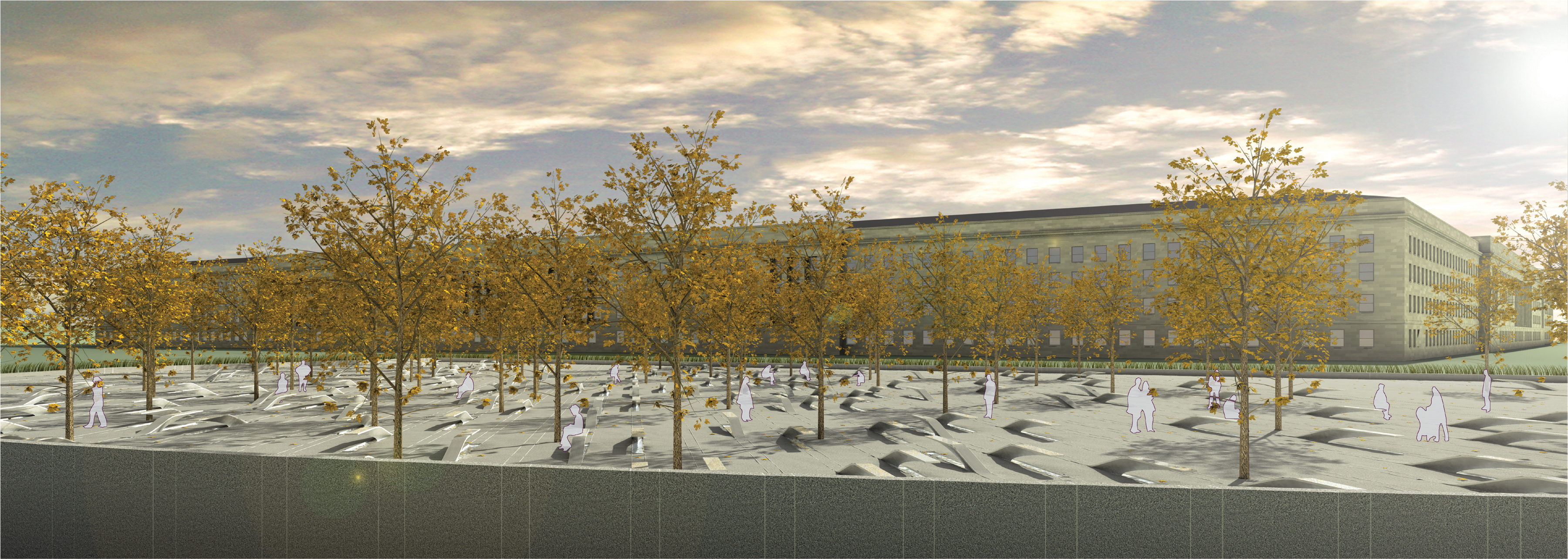
الشكل التصميمي للنصب التذكاري